# Julià de Conca
Julià de Conca o Julià de Burgos (Burgos, 1127 - Conca, 28 de gener de 1208) va ser el segon bisbe de Conca, a més de professor, eremita, prevere i predicador. És venerat com a sant per l'Església Catòlica Romana.

## Biografia
Nascut a Burgos, va estudiar-hi a l'escola catedralícia i després a la universitat de Palència, doctorant-s'hi i exercint-hi com a professor de filosofia i teologia en 1153. Durant aquest temps a Palència, Julià treballava també fent cistells i productes similars, amb vímet, per tal de guanyar diners que després repartia entre els pobres de la ciutat. Per això també és conegut com a Julià el Cisteller.

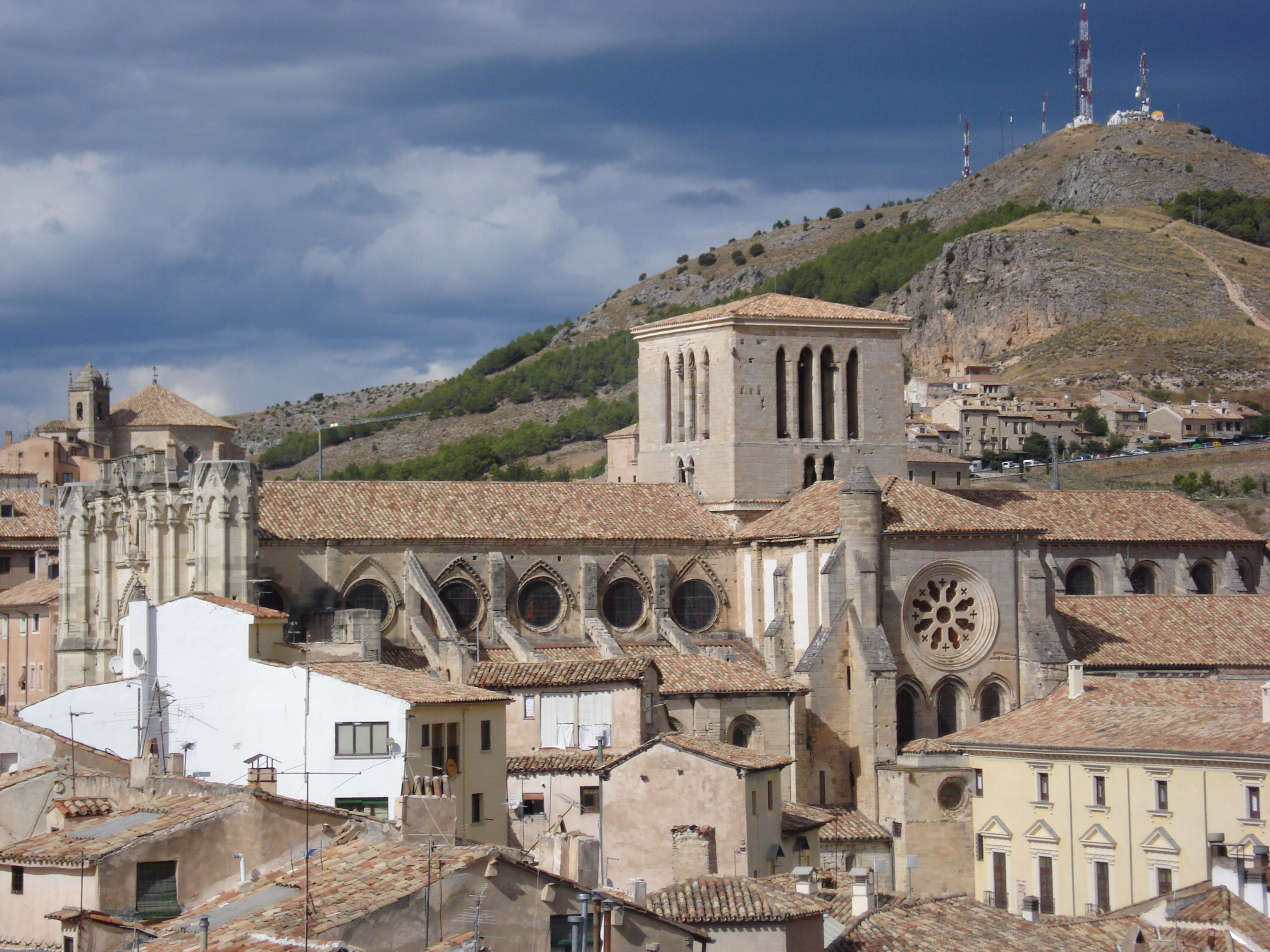
La ciutat antiga i la catedral de Conca.

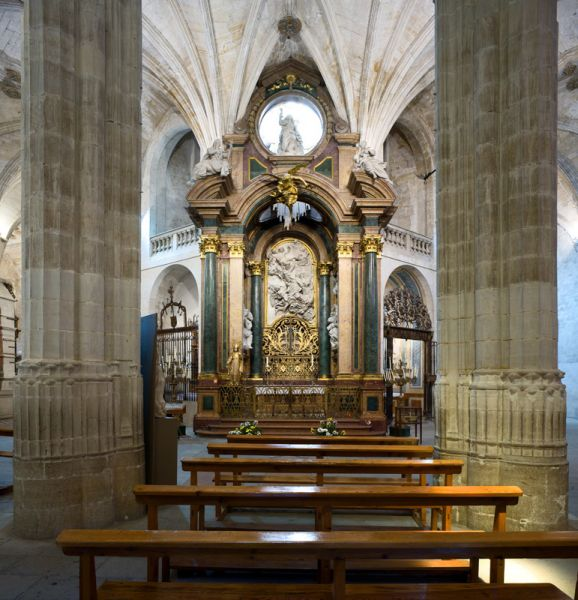
Transparente, retaule amb les relíquies del sant a la girola de la Catedral de Conca, projectat per Ventura Rodríguez, s. XVIII.

En 1163, als 35 anys, va deixar Palència per fer vida eremítica en un lloc solitari, prop de Burgos i a la ribera de l'Arlanzón. Va ser ordenat sacerdot en 1166 i, juntament amb el seu company Adelelm, va viure en penitència i contemplació. Després van marxar a predicar, arribant a Còrdova i Toledo, en 1191.
L'arquebisbe de Toledo, Martín II López de Pisuerga, va nomenar Julià ardiaca de Toledo. A més dels seus deures administratius, que va complir durant cinc anys, Julià va continuar predicant i fent cistells per fer caritat als pobres.
El primer bisbe de Conca, Juan Yáñez, va morir el 14 de desembre de 1195; Alfons VIII de Castella, va triar Julià com a successor el juny de 1196. Julià, ja bisbe, va continuar amb els seus costums: predicava i feia caritat als necessitats, fossin cristians, jueus o musulmans, tot fent cistells; a més, va reformar les pràctiques del clergat local. Anualment, prenia uns dies per a retirar-se a fer vida de contemplació.
Va morir a Conca el 28 de gener de 1208.
Una llegenda popular deia que Crist, en la figura d'un mendicant, s'aparegué a Julià per agrair-li la seva tasca.

## Veneració
És copatró de la Catedral de Conca, amb la Mare de Déu, i copatró de la ciutat de Conca, amb sant Mateu apòstol. Va ser canonitzat per Climent VIII el 18 d'octubre de 1594. Les seves relíquies eren en una arca de plata a l'altar del Transparente de la girola de la catedral. Durant la Guerra Civil Espanyola, van ser profanades: les restes van ser cremades al claustre de la catedral, i l'arca robada. En acabar la guerra, el bisbe Inocencio Rodríguez Díez va col·locar a l'altar les poques restes que se n'havien pogut salvar.